# Tablica množenja
U matematici, tablica množenja je matematička tabela koja se koristi za definisanje operacije množenja za algebarski sistem.
Tabela decimalnog množenja tradicionalno se uči kao bitan deo elementarne aritmetike širom sveta, jer postavlja osnovu za aritmetičke operacije sa brojevima baze deset. Mnogi prosvetni radnici smatraju da je potrebno memorisati tabelu do 9 × 9.

## Istorija
Najstarije poznate tablice množenja koristili su Vavilonci pre oko 4000 godina. Međutim, oni su koristili bazu od 60. Najstarije poznate tablice sa bazom od 10 su kineske decimalne tablice množenja na bambusovim trakama koje datiraju iz oko 305. godine pne, tokom perioda kineskih zaraćenih država.
Tabela množenja se ponekad pripisuje drevnom grčkom matematičaru Pitagori (570–495 pne). Na mnogim jezicima se i naziva Pitagorina tabela (na primer francuski, italijanski i ruski), ponekad i na engleskom. Grčko-rimski matematičar Nikomak (60–120 godine), sledbenik neopitagoreizma, uključio je tablicu množenja u svoj Uvod u aritmetiku, dok je najstarija preživela grčka tablica množenja na voštanoj tablici iz 1. veka nove ere i trenutno je smeštena u Britanskom muzeju.
Godine 493, Viktorijus od Akvitanije napisao je tablicu množenja sa 98-kolona, koja je dala (u rimskim brojevima) proizvod svih brojeva od 2 do 50 i redovi su bili „spisak brojeva koji počinju sa jednom hiljadom, spuštajući se za po stotinu do sto, zatim se spuštajući za po deset do deset, zatim za po jedan do jedan, a zatim frakcije do 1/144.”
U njegovoj knjizi iz 1820. godine s naslovom Filozofija aritmetike, matematičar Džon Lesli objavio je tablicu množenja do 99 × 99, koja omogućava da se brojevi množe u parovima cifara odjednom. Lesli je takođe preporučio mladim učenicima da zapamte tablicu množenja do 50 × 50. Ilustracija ispod prikazuje tablicu do 12 × 12, što je veličina koja se obično koristi u školama.
| ×  | 1  | 2  | 3  | 4  | 5  | 6  | 7  | 8  | 9   | 10  | 11  | 12  |
| -- | -- | -- | -- | -- | -- | -- | -- | -- | --- | --- | --- | --- |
| 1  | 1  | 2  | 3  | 4  | 5  | 6  | 7  | 8  | 9   | 10  | 11  | 12  |
| 2  | 2  | 4  | 6  | 8  | 10 | 12 | 14 | 16 | 18  | 20  | 22  | 24  |
| 3  | 3  | 6  | 9  | 12 | 15 | 18 | 21 | 24 | 27  | 30  | 33  | 36  |
| 4  | 4  | 8  | 12 | 16 | 20 | 24 | 28 | 32 | 36  | 40  | 44  | 48  |
| 5  | 5  | 10 | 15 | 20 | 25 | 30 | 35 | 40 | 45  | 50  | 55  | 60  |
| 6  | 6  | 12 | 18 | 24 | 30 | 36 | 42 | 48 | 54  | 60  | 66  | 72  |
| 7  | 7  | 14 | 21 | 28 | 35 | 42 | 49 | 56 | 63  | 70  | 77  | 84  |
| 8  | 8  | 16 | 24 | 32 | 40 | 48 | 56 | 64 | 72  | 80  | 88  | 96  |
| 9  | 9  | 18 | 27 | 36 | 45 | 54 | 63 | 72 | 81  | 90  | 99  | 108 |
| 10 | 10 | 20 | 30 | 40 | 50 | 60 | 70 | 80 | 90  | 100 | 110 | 120 |
| 11 | 11 | 22 | 33 | 44 | 55 | 66 | 77 | 88 | 99  | 110 | 121 | 132 |
| 12 | 12 | 24 | 36 | 48 | 60 | 72 | 84 | 96 | 108 | 120 | 132 | 144 |

Tradicionalno učenje množenja zasnovano je na memorisanju stubaca u tabeli, u obliku kao što je
   1 × 10 = 10

   2 × 10 = 20

   3 × 10 = 30

   4 × 10 = 40

   5 × 10 = 50

   6 × 10 = 60

   7 × 10 = 70

   8 × 10 = 80

   9 × 10 = 90
Oblik pisanja tablice množenja u stubcima s potpunim brojem rečenica još se koristi u nekim zemljama.

## Obrasci u tabelama
U tablici množenja postoji obrazac koji može da pomogne da se lakše zapamti tablica. On koristi sledeće cifre:
| →                | →                | →                | →                | →                |                | →              | →              | →              | →              | → |
| ↑                | 1                | 2                | 3                | ↓                | ↑              | 2              |                | 4              | ↓              |   |
| ↑                | 4                | 5                | 6                | ↓                | ↑              |                |                |                | ↓              |   |
| ↑                | 7                | 8                | 9                | ↓                | ↑              | 6              |                | 8              | ↓              |   |
| ←                | ←                | ←                | ←                | ←                | ←              | ←              | ←              | ←              | ←              |   |
|                  | 0                |                  | 5                |                  |                |                | 0              |                |                |   |
| Slika 1: Neparni | Slika 1: Neparni | Slika 1: Neparni | Slika 1: Neparni | Slika 1: Neparni | Slika 2: Parni | Slika 2: Parni | Slika 2: Parni | Slika 2: Parni | Slika 2: Parni |   |

Slika 1 se koristi za umnoške od 1, 3, 7, i 9. Slika 2 se koristi za umnoške od 2, 4, 6, i 8. Ovi se obrasci mogu koristiti za pamćenje umnožaka bilo kog broja od 0 do 10, osim 5. Kao što bi se započelo sa brojem koji se množi, kada se množi sa 0, ostaje se na 0 (0 je spoljna, tako da strelice nemaju efekta na 0, inače nula je korištena kao veza za kreiranje trajnog ciklusa). Obrazac takođe funkcioniše sa umnošcima od 10, počevši od 1 i jednostavno dodajući 0, daje 10, a zatim se svaki broj u obrascu primeni na desetičnu jedinicu, kao što bi se to obično činilo sa jediničnom jedinicom.
Na primer, da bi se zapamtili svi proizvodi od 7:
1. Pogleda se na 7 na prvoj slici i sledi se strelica.
2. Sledeći broj u smeru strelice je 4, te se misli na sledeći broj nakon 7 koji se završava sa 4, a to je 14.
3. Sledeći broj u smeru strelice je 1, te se misli na sledeći broj nakon 14 koji se završava sa 1, a to je 21.
4. Nakon što se dođe na vrh ove kolone, počne se sa dnom sledeće kolone i ide se u istom pravcu. Broj je 8, te se misli na sledeći broj nakon 21 koji se završava sa 8, a to je 28.
5. Nastavi se na isti način do poslednjeg broja, 3, što odgovara 63.
6. Zatim se koristiti 0 na dnu. Ona korespondira broju 70.
7. Zatim se ponovo počne sa 7. Ovog puta će to odgovarati broju 77.
8. Nastavla se ovako.

## U apstraktnoj algebri
Tabele takođe mogu da definišu binarne operacije na grupama, poljima, prstenima i drugim algebarskim sistemima. U takvim se kontekstima one se mogu nazvati Kejlejovim tabelama. Ovo su tabele sabiranja i množenja za konačno polje .
Za svaki prirodni broj n, postoje tabele sabiranja i množenja za prsten .
| + | 0 | 1 | 2 | 3 | 4 |
| - | - | - | - | - | - |
| 0 | 0 | 1 | 2 | 3 | 4 |
| 1 | 1 | 2 | 3 | 4 | 0 |
| 2 | 2 | 3 | 4 | 0 | 1 |
| 3 | 3 | 4 | 0 | 1 | 2 |
| 4 | 4 | 0 | 1 | 2 | 3 |

| × | 0 | 1 | 2 | 3 | 4 |
| - | - | - | - | - | - |
| 0 | 0 | 0 | 0 | 0 | 0 |
| 1 | 0 | 1 | 2 | 3 | 4 |
| 2 | 0 | 2 | 4 | 1 | 3 |
| 3 | 0 | 3 | 1 | 4 | 2 |
| 4 | 0 | 4 | 3 | 2 | 1 |

Za druge primere, pogledajte grupu, i oktonion.

## Kineska tablica množenja
Kineska tablica množenja sastoji se od osamdeset i jedne rečenice sa četiri ili pet kineskih znakova po rečenici, što deci olakšava učenje napamet. Kraća verzija tabele sastoji se od samo četrdeset i pet rečenica, jer su pojmovi kao što su „devet osmica daje sedamdeset dva” identični sa „osam devetki daje sedamdeset dva”, tako da se ne moraju dva puta učiti. Ona se često naziva devet-devet tabela ili jednostavno devet-devet, jer je u davnim vremenima devet-devet tabela počinjala sa 9×9: devet devetki daje osamdeset jedan, osam devetki daje sedamdeset dva ... sedam devetki daje šezdeset tri, itd. dve jedinice daju jedan. Prema mišljenju poznatog naučnika Vang Guoveja, devet-devet tabela je verovatno počinjala sa devet zbog „obožavanja devetke” u drevnoj Kini; car se u Knjizi promena smatrao „devet-pet nadmoćnim”.

## Bambusne trake od decimalnog množenja zaraćenih država
Svežan od 21 bambusne trake datirane na 305 pne tokom perioda zaraćenih država u kolekciji Đinghua bambusnih traka (清华简) predstavlja najstariji poznati primer na svetu decimalne tablice množenja.

## Matematička reforma u SAD bazirana na standardu
Godine 1989, Nacionalno veće nastavnika matematike (engl. National Council of Teachers of Mathematics - NCTM) razvilo je nove standarde koji su se zasnivali na uverenju da bi svi studenti trebalo da nauče veštine razmišljanja višeg reda, te je preporučeno da se smanji naglasak na učenju tradicionalnih metoda koje su se oslanjale na učenje napamet, poput tablica množenja. Široko usvojeni tekstovi kao što su Istraživanja o brojevima, podacima i svemiru (šire poznati kao TERC prema njihovom sastavljaču, Tehničkim obrazovnim istraživačkim centrima (engl. Technical Education Research Centers)) izostavili su pomagala poput tablica množenja u ranim izdanjima. NCTM je u svojim fokalnim tačkama iz 2006. godine jasno stavio do znanja da se moraju naučiti osnovne matematičke činjenice, mada ne postoji konsenzus o tome da li je učenje napamet najbolja metoda.

## Literatura
- Khan Academy (14. 8. 2015), Intro to multiplication | Multiplication and division | Arithmetic | Khan Academy, Приступљено 7. 3. 2017
- Khan Academy (6. 9. 2012), Why aren't we using the multiplication sign? | Introduction to algebra | Algebra I | Khan Academy, Приступљено 7. 3. 2017
- Announcing the TI Programmable 88! (PDF). Texas Instruments. 1982. Архивирано (PDF) из оригинала 3. 8. 2017. г. Приступљено 3. 8. 2017.
- Chester Litvin (2012). Advance Brain Stimulation by Psychoconduction. стр. 2—3, 5—6. ISBN 978-1-4669-0152-0 — преко Google Book Search.
- Fine, Henry B. (1907). The Number System of Algebra – Treated Theoretically and Historically (PDF) (2nd изд.). стр. 90.
- Harvey, David; van der Hoeven, Joris; Lecerf, Grégoire (2016). „Even faster integer multiplication”. Journal of Complexity. 36: 1—30. ISSN 0885-064X. arXiv:1407.3360 . doi:10.1016/j.jco.2016.03.001.
- Boyer, Carl B. (1991). History of Mathematics. Uta Merzbach. John Wiley and Sons, Inc. ISBN 978-0-471-54397-8.